# 大鹮
大鹮（學名：Pseudibis gigantea），是鹮科大鹮屬下的單形種，主要分佈於柬埔寨北部，極少量存活於老撾南部境內。

## 生態
棲息於濕地、池塘或河流沿岸的落葉低地林內。以無脊椎動物、甲殼類及小型的兩棲類或爬蟲類為食。其繁殖過程仍然是個謎，但相信是一種樹棲性的鳥類。

## 描述
大鹮是鹮科動物中，體形最大的一種。成鳥體長可達102至106厘米，平均體重達4.2公斤。全身羽色全要為黑色，頭及上頸部分裸露呈灰色。

## 保護現狀
目前大鹮在IUCN紅色名錄中評為極危物種，狩獵、騷擾及低地的森林砍伐等均使牠們正面臨滅絕的威脅。現時種群數目估計在100頭或以內。

## 外部連結
- 國際鳥盟介紹 （页面存档备份，存于）
- ARKive 圖片及影像